# Peach Bowl
Le Chick-fil-A Peach Bowl ou Peach Bowl (initialement dénommé le Peach Bowl puis Chick-fil-A/Peach Bowl après le rachat du nom par la société de restauration américaine Chick-fil-A) est un match d'après saison régulière de football américain de niveau universitaire se tenant depuis 1968. En 2014, le nom de Peach Bowl revient afin de pouvoir intégrer le College Football Playoff.
Les trois premières éditions du Peach Bowl se sont déroulées dans le Grant Field sur le campus de Georgia Tech à Atlanta. Entre 1971 et 1991, le bowl se déroule au stade de Fulton County à Atlanta. Depuis 1992, il a lieu à Atlanta au Georgia Dome.
Le Mercedes-Benz Stadium a été proposé pour accueillir les matchs à partir de 2017, une fois la construction fini.

## Liens avec les Conférences
Sept des dix premières éditions (excepté les matchs de 1968, 1971 et 1974) mirent en présence une équipe de l'ACC contre une équipe désignée at-large parmi les autres conférences.
À partir de 1993 jusqu'en 2013, le match a opposé une équipe de la SEC à une équipe de l'ACC.
Lorsqu'en 2006, les organisateurs augmentent le payout des équipes participant au match, l'ACC décida d'y envoyer sa meilleure équipe (hormis les éventuelles équipes sélectionnées pour les matchs BCS, soit en général le perdant de la finale de divisions ou un des seconds de ses divisions)
Le bowl actuellement reçoit le cinquième (ou sixième) choix de la SEC en fonction du nombre de ses équipes sélectionnées aux matchs BCS.

## Histoire
À l'origine, le match fut créé en 1968 dans le but de lever des fonds au bénéfice des Lions Clubs de Géorgie.
Les faibles affluences des premiers matchs n'apportèrent pas les revenus escomptés et l'organisation fut reprise en charge par la Chambre du Commerce d'Atlanta.
La société Chick-fil-A basée près de College Park, devient le sponsor du nom du bowl dès le match de janvier 1998. L’événement prend l'appellation Chick-fil-A/Peach Bowl.
Depuis la saison 2006, la société acquiert l'entièreté du sponsoring (22 million $ millions pendant 5 ans) et le bowl est renommé Chick-fil-A Bowl. Cela faisait presque 40 années que le bowl était dénommé Peach Bowl. Les fonds ainsi débloqués furent utilisés pour augmenter les payout.
Le nouveau logo fut présenté le 6 avril 2006.
Le match de 2013 était le 17e match consécutif sold-out soit la deuxième performance après le Rose Bowl.
En 2007, le bowl présente la meilleure affluence de la décennie (en dehors des matchs BCS).
Le Chick-fil-A Bowl faisait partie du Bowl Championship Series (BCS). En quelques mots, les Bowls Majeurs obtenaient d'office les champions des meilleures conférences et la finale nationale se jouait entre les #1 et #2 du classement BCS établi en fin de saison régulière, après les finales de conférences. Il y avait une "tournante" pour accueillir la finale BCS mais à défaut, les bowls avaient établi des contrats avec les meilleures conférences pour accueillir tel ou tel champion de conférence.
La saison 2014 verra la fin de ce régime à la suite de l'introduction du système dit de College Football Playoff.
Le Chick-fil-A Bowl fera partie des six bowls (Rose Bowl, Sugar Bowl, Orange Bowl, Cotton Bowl, et le Fiesta Bowl) qui accueilleront les Playoffs d'après-saison régulière du championnat de football universitaires visant à déterminer le champion national. Les quatre équipes classées de #1 à #4 se rencontreront en demi-finale. Il y aura une tournante entre les six bowl majeurs pour accueillir ces événements, tournante effectuée sur trois années, les bowls étant regroupés deux par deux soit : le Rose et le Sugar, ensuite l'Orange et le Cotton, et enfin le Fiesta et le Chick-fil-A.
Le Chick-fil-A Bowl accueillera donc au même titre que le Fiesta Bowl une demi-finale nationale pour la première fois au terme de la saison régulière de 2016 et par la suite au terme des saisons 2019, 2022 et 2025.
Lorsqu'il ne sera pas repris comme match de demi-finale, le Chick-fil-A Bowl accueillera deux équipes déterminée at-large ou faisant partie du Group of Five (meilleures équipes non déjà sélectionnées issues de l'ACC, de la C-USA, de la MAC, de la MWC, ou de la Sun Belt). Cela sera donc le cas après les saisons régulières de 2014 et 2015 (matchs en janvier 2015 et janvier 2016).
Par souci de cohérence avec les autres bowl de playoff, il a été signalé qu'il serait question d'imposer un retour à la dénomination Chick-fil-A/Peach Bowl,.
Cependant un officiel indiqua qu'il ne s'agissait que d'une des nombreuses options à l'étude. Actuellement (janvier 2014), le site officiel du Chick-fil-A Bowl n'indique aucun changement de nom à venir, mais il faut aussi signaler que sur certaines pages du site officiel des playoff, on y fait référence sous le nom d’Atlanta Bowl.
Le seul match à s'être joué jusqu'à présent en overtime, s'est déroulé le 31 décembre 2007. Il s'agissait du second Chick-fil-A/Peach Bowl qui vit la victoire d'Auburn (#21) sur Clemson (#15) par le score de 23 à 20,.

## Anciens Logos du Bowl
|  |  |  |  |  |  |
|  |  |  |  |  |  |

## Palmarès
Les classements indiqués sont ceux de l'AP Poll (Associated Press) jusqu'à la saison 2013 inclus et du College Football Playoff (CFP) depuis la saison 2014.
SWC = Southwest Conference
Big 8 = Big 8 Conference
| Dates            | Vainqueurs                                  | Scores | Finalistes                                  | Affluences | Conférences                 |       |
| 30 décembre 1968 | Tigers de LSU                               | 31-27  | #19 Seminoles de Florida State              | 35 545     | SEC - Indépendants          |       |
| 30 décembre 1969 | #19 Mountaineers de la Virginie-Occidentale | 14-03  | Gamecocks de la Caroline du Sud             | 48 452     | Indépendants - ACC          |       |
| 30 décembre 1970 | #8 Sun Devils d'Arizona State               | 48-26  | Tar Heels de la Caroline du Nord            | 52 126     | WAC - ACC                   |       |
| 30 décembre 1971 | #17 Rebels d'Ole Miss                       | 41-18  | Yellow Jackets de Georgia Tech              | 36 711     | SEC - Indépendants          |       |
| 29 décembre 1972 | Wolfpack de North Carolina State            | 49-13  | #18 Mountaineers de la Virginie-Occidentale | 52 671     | ACC - Indépendants          |       |
| 28 décembre 1973 | Bulldogs de la Géorgie                      | 17-16  | #18 Terrapins du Maryland                   | 38 107     | SEC - ACC                   |       |
| 28 décembre 1974 | Red Raiders de Texas Tech                   | 6-6    | Commodores de Vanderbilt                    | 31 695     | SEC - SWC                   |       |
| 31 décembre 1975 | Mountaineers de la Virginie-Occidentale     | 13-10  | Wolfpack de North Carolina State            | 45 134     | Indépendants - ACC          |       |
| 31 décembre 1976 | Wildcats du Kentucky                        | 21-00  | #19 Tar Heels de la Caroline du Nord        | 54 132     | SEC - ACC                   |       |
| 31 décembre 1977 | Wolfpack de North Carolina State            | 24-14  | Cyclones d'Iowa State                       | 36 733     | ACC - Big 8                 |       |
| 25 décembre 1978 | #17 Boilermakers de Purdue                  | 41-21  | Yellow Jackets de Georgia Tech              | 20 277     | Big Ten - Indépendants      |       |
| 31 décembre 1979 | #19 Bears de Baylor                         | 24-18  | #18 Tigers de Clemson                       | 57 731     | SWC - ACC                   |       |
| 2 janvier 1981   | Hurricanes de Miami #20                     | 20-10  | Hokies de Virginia Tech                     | 45 384     | Indépendants - Indépendants |       |
| 31 décembre 1981 | Mountaineers de la Virginie-Occidentale     | 26-06  | Gators de la Floride                        | 37 582     | Indépendants - SEC          |       |
| 31 décembre 1982 | Hawkeyes de l'Iowa                          | 28-22  | Volunteers du Tennessee                     | 50 134     | Big Ten - SEC               |       |
| 30 décembre 1983 | Seminoles de Florida State                  | 28-03  | Tar Heels de la Caroline du Nord            | 25 648     | Indépendants - ACC          |       |
| 31 décembre 1984 | Cavaliers de la Virginie                    | 27-24  | Boilermakers de Purdue                      | 41 107     | ACC - Big Ten               |       |
| 31 décembre 1985 | Black Knights de l'Army                     | 31-29  | Fighting Illini de l'Illinois               | 29 857     | Indépendants - Big Ten      |       |
| 31 décembre 1986 | Hokies de Virginia Tech                     | 25-24  | #18 Wolfpack de North Carolina State        | 53 668     | Indépendants - ACC          |       |
| 2 janvier 1987   | #17 Volunteers du Tennessee                 | 27-22  | Hoosiers d'Indianapolis                     | 58 737     | SEC - Big Ten               |       |
| 31 décembre 1988 | Wolfpack de North Carolina State            | 28-23  | Hawkeyes de l'Iowa                          | 44 635     | ACC - Big Ten               |       |
| 30 décembre 1989 | Chiefs de Syracuse                          | 19-18  | Bulldogs de la Géorgie                      | 44 991     | Indépendants - SEC          |       |
| 29 décembre 1990 | Tigers d'Auburn                             | 27-23  | Hoosiers d'Indianapolis                     | 38 912     | SEC - Big Ten               |       |
| 1er janvier 1992 | #12 Pirates d'East Carolina                 | 37-34  | #21 Wolfpack de North Carolina State        | 59 322     | Indépendants - ACC          |       |
| 2 janvier 1993   | #19 Tar Heels de la Caroline du Nord        | 21-17  | #24 Bulldogs de Mississippi State           | 69 125     | ACC - SEC                   |       |
| 2 janvier 1994   | #24 Tigers de Clemson                       | 14-13  | Wildcats du Kentucky                        | 63 416     | ACC - SEC                   |       |
| 1er janvier 1995 | #23 Wolfpack de North Carolina State        | 28-24  | #16 Bulldogs de Mississippi State           | 64 902     | ACC - SEC                   |       |
| 30 décembre 1995 | #18 Cavaliers de la Virginie                | 34-27  | Bulldogs de la Géorgie                      | 70 825     | ACC - SEC                   |       |
| 28 décembre 1996 | #17 Tigers de LSU                           | 10-07  | Tigers de Clemson                           | 63 622     | SEC - ACC                   |       |
| 2 janvier 1998   | #13 Tigers d'Auburn                         | 21-17  | Tigers de Clemson                           | 71 212     | SEC - ACC                   |       |
| 31 décembre 1998 | #19 Georgia                                 | 35-33  | #13 Cavaliers de la Virginie                | 72 876     | SEC - ACC                   |       |
| 30 décembre 1999 | #15 Bulldogs de Mississippi State           | 17-07  | Tigers de Clemson                           | 73 315     | SEC - ACC                   |       |
| 29 décembre 2000 | Tigers de LSU                               | 28-14  | #15 Yellow Jackets de Georgia Tech          | 73 614     | SEC - ACC                   |       |
| 30 décembre 2001 | Tar Heels de la Caroline du Nord            | 16-10  | Tigers d'Auburn                             | 71 827     | ACC - SEC                   |       |
| 31 décembre 2002 | #20 Terrapins du Maryland                   | 30-03  | Volunteers du Tennessee                     | 68 330     | ACC - SEC                   |       |
| 2 janvier 2004   | Tigers de Clemson                           | 27-14  | #6 Volunteers du Tennessee                  | 75 125     | ACC - SEC                   |       |
| 31 décembre 2004 | #14 Hurricanes de Miami                     | 27-10  | #20 Gators de la Floride                    | 69 322     | ACC - SEC                   |       |
| 30 décembre 2005 | #10 Tigers de LSU                           | 40-03  | #9 Hurricanes de Miami                      | 65 620     | SEC - ACC                   |       |
| 30 décembre 2006 | Bulldogs de la Géorgie                      | 31-24  | #14 Hokies de Virginia Tech                 | 75 406     | SEC - ACC                   |       |
| 31 décembre 2007 | #22 Tigers d'Auburn                         | 23OT20 | #15 Tigers de Clemson                       | 74 413     | SEC - ACC                   |       |
| 31 décembre 2008 | Tigers de LSU                               | 38-03  | #14 Yellow Jackets de Georgia Tech          | 71 423     | SEC - ACC                   |       |
| 31 décembre 2009 | #12 Hokies de Virginia Tech                 | 37-14  | Volunteers du Tennessee                     | 73 777     | ACC - SEC                   |       |
| 31 décembre 2010 | #23 Seminoles de Florida State              | 26-17  | #19 Gamecocks de la Caroline du Sud         | 72 217     | ACC - SEC                   |       |
| 31 décembre 2011 | Tigers d'Auburn                             | 43-24  | Cavaliers de la Virginie                    | 72 919     | SEC - ACC                   |       |
| 31 décembre 2012 | #14 Tigers de Clemson                       | 25-24  | #9 Tigers de LSU                            | 68 037     | ACC - SEC                   |       |
| 31 décembre 2013 | #20 Aggies du Texas                         | 52-48  | #22 Blue Devils de Duke                     | 67 496     | SEC - ACC                   |       |
| 31 décembre 2014 | #20 Horned Frogs de TCU                     | 42-03  | #22 Rebels d'Ole Miss                       | 65 706     | Big 12 - SEC                | Notes |
| 31 décembre 2015 | #14 Cougars de Houston                      | 38-24  | #9 Seminoles de Florida State               | 71 007     | AAC - ACC                   | Notes |
| 31 décembre 2016 | #1 Crimson Tide de l'Alabama                | 24-07  | #4 Huskies de Washington                    | 75 996     | SEC - Pac-12                | Notes |
| 1er janvier 2018 | #12 Knights de l'UCF                        | 34-27  | #7 Tigers d'Auburn                          | 71 109     | SEC - AAC                   | Notes |
| 29 décembre 2018 | #10 Gators de la Floride                    | 41-15  | #7 Wolverines du Michigan                   | 74 006     | SEC - Big Ten               | Notes |
| 28 décembre 2019 | #1 Tigers de LSU                            | 63-28  | #4 Sooners de l'Oklahoma                    | 78 347     | SEC - Big Ten               | Notes |
| 1er janvier 2020 | #9 Bulldogs de la Géorgie                   | 24-21  | #8 Bearcats de Cincinnati                   | 15 301     | SEC - AAC                   | Notes |
| 30 décembre 2021 | #11 Spartans de Michigan State              | 31-21  | #13 Panthers de Pittsburgh                  | 41 230     | Big Ten - ACC               | Notes |
| 31 décembre 2022 | #1 Bulldogs de la Géorgie                   | 42-41  | #4 Buckeyes d'Ohio State                    | 79 330     | SEC - Big Ten               | Notes |
| 30 décembre 2023 | #11 Rebels d'Ole Miss                       | 38-25  | #10 Nittany Lions de Penn State             | 71 230     | SEC - Big Ten               | Notes |

## Statistiques par Équipes
M.à.j. le 30 décembre 2023
| Rang | Équipes              | Apparitions | G-N-P |
| ---- | -------------------- | ----------- | ----- |
| 1    | LSU                  | 7           | 6-0-1 |
| 2    | Georgia              | 7           | 5-0-2 |
| 3    | Auburn               | 6           | 4-0-2 |
| 4    | North Carolina State | 7           | 4-0-3 |
| 5    | West Virginia        | 4           | 3-0-1 |
| 6    | Clemson              | 8           | 3-0-5 |
| 7    | Miami                | 3           | 2-0-1 |
| 7    | Ole Miss             | 3           | 2-0-1 |
| 9    | North Carolina       | 5           | 2-0-3 |
| 10   | Florida State        | 4           | 2-0-2 |
| 10   | Virginia             | 4           | 2-0-2 |
| 10   | Virginia Tech        | 4           | 2-0-2 |
| 13   | Alabama              | 1           | 1-0-0 |
| 13   | Arizona State        | 1           | 1-0-0 |
| 13   | Army                 | 1           | 1-0-0 |
| 13   | Baylor               | 1           | 1-0-0 |
| 13   | East Carolina        | 1           | 1-0-0 |
| 13   | Houston              | 1           | 1-0-0 |
| 13   | Michigan State       | 1           | 1-0-0 |
| 13   | Syracuse             | 1           | 1-0-0 |
| 13   | TCU                  | 1           | 1-0-0 |
| 13   | UCF                  | 1           | 1-0-0 |
| 23   | Iowa                 | 2           | 1-0-1 |
| 23   | Kentucky             | 2           | 1-0-1 |
| 23   | Maryland             | 2           | 1-0-1 |
| 23   | Purdue               | 2           | 1-0-1 |
| 27   | Florida              | 3           | 1-0-2 |
| 27   | Mississippi State    | 3           | 1-0-2 |
| 29   | Tennessee            | 5           | 1-0-4 |
| 30   | Cincinnati           | 1           | 0-0-1 |
| 30   | Iowa State           | 1           | 0-0-1 |
| 30   | Illinois             | 1           | 0-0-1 |
| 30   | Michigan             | 1           | 0-0-1 |
| 30   | Ohio State           | 1           | 0-0-1 |
| 30   | Oklahoma             | 1           | 0-0-1 |
| 30   | Pittsburgh           | 1           | 0-0-1 |
| 30   | Penn State           | 1           | 0-0-1 |
| 30   | Texas Tech           | 1           | 0-0-1 |
| 30   | Vanderbilt           | 1           | 0-0-1 |
| 30   | Washington           | 1           | 0-0-1 |
| 41   | Indiana              | 2           | 0-0-2 |
| 41   | South Carolina       | 2           | 0-0-2 |
| 43   | Georgia Tech         | 4           | 0-0-4 |

## Statistiques par Conférences
M.à.j. le 30 décembre 2023
Les statistiques prennent en compte les matchs joués pour la conférence. Une équipe ayant changé de conférence laisse ses statistiques à la conférence qu'il quitte.
| Conférences          | Apparitions | Gagnés | Perdus | Nuls | %    |
| -------------------- | ----------- | ------ | ------ | ---- | ---- |
| SEC                  | 40          | 25     | 15     | 1    | 62,5 |
| ACC                  | 37          | 15     | 22     | 0    | 40,5 |
| Indépendants         | 14          | 9      | 5      | 0    | 64,2 |
| Big Ten              | 12          | 3      | 9      | 0    | 25,0 |
| AAC                  | 3           | 1      | 1      | 1    | 33,3 |
| Southwest Conference | 2           | 1      | 0      | 1    | 50   |
| Big 12               | 1           | 1      | 0      | 0    | 100  |
| WAC                  | 1           | 1      | 0      | 0    | 100  |
| Big 8                | 1           | 0      | 1      | 0    | 0    |
| Pac-12               | 1           | 0      | 1      | 0    | 0    |

## Meilleurs Joueurs du Bowl (MVPs)
M.à.j. le 4 janvier 2024
| Dates            | Joueurs           | Équipes              | Postes |
| 30 décembre 1968 | Mike Hillman      | LSU                  | QB     |
| 30 décembre 1968 | Buddy Millican    | LSU                  | DE     |
| 30 décembre 1969 | Ed Williams       | West Virginia        | FB     |
| 30 décembre 1969 | Carl Crennel      | West Virginia        | MG     |
| 30 décembre 1970 | Monroe Eley       | Arizona State        | HB     |
| 30 décembre 1970 | Junior Ah You     | Arizona State        | DE     |
| 30 décembre 1971 | Norris Weese      | Mississippi          | QB     |
| 30 décembre 1971 | Crowell Armstrong | Mississippi          | LB     |
| 29 décembre 1972 | Dave Buckey       | North Carolina State | QB     |
| 29 décembre 1972 | George Bell       | North Carolina State | DT     |
| 28 décembre 1973 | Louis Carter      | Maryland             | TB     |
| 28 décembre 1973 | Sylvester Boler   | Georgia              | LB     |
| 28 décembre 1974 | Larry Isaac       | Texas Tech           | TB     |
| 28 décembre 1974 | Dennis Harrison   | Vanderbilt           | DB     |
| 31 décembre 1975 | Dan Kendra        | West Virginia        | QB     |
| 31 décembre 1975 | Ray Marshall      | West Virginia        | LB     |
| 31 décembre 1976 | Rod Stewart       | Kentucky             | TB     |
| 31 décembre 1976 | Mike Martin       | Kentucky             | LB     |
| 31 décembre 1977 | Johnny Evans      | North Carolina State | QB     |
| 31 décembre 1977 | Richard Carter    | North Carolina State | DB     |
| 25 décembre 1978 | Mark Herrmann     | Purdue               | QB     |
| 25 décembre 1978 | Calvin Clark      | Purdue               | DT     |
| 31 décembre 1979 | Mike Brannan      | Baylor               | QB     |
| 31 décembre 1979 | Andrew Melontree  | Baylor               | DE     |
| 2 janvier 1981   | Jim Kelly         | Miami (Fla.)         | QB     |
| 2 janvier 1981   | Jim Burt          | Miami (Fla.)         | MG     |
| 31 décembre 1981 | Mickey Walczak    | West Virginia        | RB     |
| 31 décembre 1981 | Don Stemple       | West Virginia        | DB     |
| 31 décembre 1982 | Chuck Long        | Iowa                 | QB     |
| 31 décembre 1982 | Clay Uhlenhake    | Iowa                 | DT     |
| 28 décembre 1983 | Eric Thomas       | Florida State        | QB     |
| 28 décembre 1983 | Alphonso Carreker | Florida State        | DT     |
| 31 décembre 1984 | Howard Petty      | Virginia             | TB     |
| 31 décembre 1984 | Ray Daly          | Virginia             | QB     |
| 31 décembre 1985 | Rob Healy         | Army                 | QB     |
| 31 décembre 1985 | Peel Chronister   | Army                 | S      |
| 31 décembre 1986 | Erik Kramer       | North Carolina State | QB     |
| 31 décembre 1986 | Derrick Taylor    | North Carolina State | CB     |
| 2 janvier 1988   | Reggie Cobb       | Tennessee            | TB     |
| 2 janvier 1988   | Van Waiters       | Indiana              | LB     |
| 31 décembre 1988 | Shane Montgomery  | North Carolina State | QB     |
| 31 décembre 1988 | Michael Brooks    | North Carolina State | CB     |
| 30 décembre 1989 | Michael Owens     | Syracuse             | RB     |
| 30 décembre 1989 | Terry Wooden      | Syracuse             | LB     |
| 30 décembre 1989 | Rodney Hampton    | Georgia              | RB     |
| 30 décembre 1989 | Mo Lewis          | Georgia              | LB     |
| 29 décembre 1990 | Stan White        | Auburn               | QB     |
| 29 décembre 1990 | Darrel Crawford   | Auburn               | LB     |
| 29 décembre 1990 | Vaughn Dunbar     | Indiana              | RB     |
| 29 décembre 1990 | Michael Dumas     | Indiana              | FS     |
| 1er janvier 1992 | Jeff Blake        | East Carolina        | QB     |
| 1er janvier 1992 | Robert Jones      | East Carolina        | LB     |
| 1er janvier 1992 | Terry Jordan      | North Carolina State | QB     |
| 1er janvier 1992 | Billy Ray Haynes  | North Carolina State | DB     |
| 2 janvier 1993   | Natrone Means     | North Carolina       | RB     |
| 2 janvier 1993   | Bracy Walker      | North Carolina       | DB     |
| 2 janvier 1993   | Greg Plump        | Mississippi State    | QB     |
| 2 janvier 1993   | Marc Woodard      | Mississippi State    | LB     |
| 31 décembre 1993 | Emory Smith       | Clemson              | RB     |
| 31 décembre 1993 | Brentson Buckner  | Clemson              | DE     |
| 31 décembre 1993 | Pookie Jones      | Kentucky             | QB     |
| 31 décembre 1993 | Zane Beehn        | Kentucky             | LB     |
| 1er janvier 1995 | Tremayne Stephens | North Carolina State | RB     |
| 1er janvier 1995 | Damien Covington  | North Carolina State | ILB    |
| 1er janvier 1995 | Carl Reeves       | North Carolina State | DT     |

| Dates            | Joueurs                  | Équipes           | Postes |
| 30 décembre 1995 | Tiki Barber              | Virginia          | RB     |
| 30 décembre 1995 | Skeet Jones              | Virginia          | LB     |
| 30 décembre 1995 | Hines Ward               | Georgia           | QB     |
| 30 décembre 1995 | Whit Marshall            | Georgia           | LB     |
| 28 décembre 1996 | Herb Tyler               | LSU               | QB     |
| 28 décembre 1996 | Anthony McFarland        | LSU               | DL     |
| 28 décembre 1996 | Raymond Priester         | Clemson           | RB     |
| 28 décembre 1996 | Trevor Pryce             | Clemson           | LB     |
| 2 janvier 1998   | Dameyune Craig           | Auburn            | QB     |
| 2 janvier 1998   | Takeo Spikes             | Auburn            | LB     |
| 2 janvier 1998   | Raymond Priester         | Clemson           | RB     |
| 2 janvier 1998   | Anthony Simmons          | Clemson           | LB     |
| 31 décembre 1998 | Olandis Gary             | Georgia           | RB     |
| 31 décembre 1998 | Champ Bailey             | Georgia           | DB     |
| 31 décembre 1998 | Aaron Brooks             | Virginia          | QB     |
| 31 décembre 1998 | Wali Rainer              | Virginia          | LB     |
| 30 décembre 1999 | Wayne Madkin             | Mississippi State | QB     |
| 30 décembre 1999 | Keith Adams              | Clemson           | LB     |
| 29 décembre 2000 | Rohan Davey              | LSU               | QB     |
| 29 décembre 2000 | Bradie James             | LSU               | LB     |
| 31 décembre 2001 | Ronald Curry             | North Carolina    | QB     |
| 31 décembre 2001 | Ryan Sims                | North Carolina    | DL     |
| 31 décembre 2002 | Scott McBrien            | Maryland          | QB     |
| 31 décembre 2002 | E.J. Henderson           | Maryland          | LB     |
| 2 janvier 2004   | Chad Jasmin              | Clemson           | RB     |
| 2 janvier 2004   | Leroy Hill               | Clemson           | LB     |
| 31 décembre 2004 | Roscoe Parrish           | Miami (Fla.)      | WR     |
| 31 décembre 2004 | Devin Hester             | Miami (Fla.)      | CB     |
| 30 décembre 2005 | Matt Flynn               | LSU               | QB     |
| 30 décembre 2005 | Jim Morris               | Miami (Fla.)      | DT     |
| 30 décembre 2006 | Matthew Stafford         | Georgia           | QB     |
| 30 décembre 2006 | Tony Taylor              | Georgia           | LB     |
| 31 décembre 2007 | C.J. Spiller             | Clemson           | RB     |
| 31 décembre 2007 | Pat Sims                 | Auburn            | DT     |
| 31 décembre 2008 | Jordan Jefferson         | LSU               | QB     |
| 31 décembre 2008 | Perry Riley              | LSU               | LB     |
| 31 décembre 2009 | Ryan Williams            | Virginia Tech     | RB     |
| 31 décembre 2009 | Cody Grimm               | Virginia Tech     | LB     |
| 31 décembre 2010 | Chris Thompson           | Florida State     | RB     |
| 31 décembre 2010 | Greg Reid                | Florida State     | CB     |
| 31 décembre 2011 | Onterio McCalebb         | Auburn            | RB     |
| 31 décembre 2011 | Chris Davis              | Auburn            | CB     |
| 31 décembre 2012 | Tajh Boyd                | Clemson           | QB     |
| 31 décembre 2012 | Kevin Minter             | LSU               | LB     |
| 31 décembre 2013 | Johnny Manziel           | Texas A&M         | QB     |
| 31 décembre 2013 | Toney Hurd Jr.           | Texas A&M         | DB     |
| 31 décembre 2014 | Trevone Boykin           | TCU               | QB     |
| 31 décembre 2014 | James McFarland          | TCU               | DE     |
| 31 décembre 2015 | Greg Ward, Jr.           | Houston           | QB     |
| 31 décembre 2015 | William Jackson III      | Houston           | CB     |
| 31 décembre 2016 | Bo Scarbrough            | Alabama           | RB     |
| 31 décembre 2016 | Ryan Anderson            | Alabama           | LB     |
| 2 janvier 2018   | McKenzie Milton          | UCF               | QB     |
| 2 janvier 2018   | Shaquem Griffin          | UCF               | LB     |
| 29 décembre 2018 | Feleipe Franks           | Florida           | QB     |
| 29 décembre 2018 | Chauncey Gardner-Johnson | Florida           | DB     |
| 28 décembre 2019 | Joe Burrow               | LSU               | QB     |
| 28 décembre 2019 | K'Lavon Chaisson         | LSU               | LB     |
| 1er janvier 2021 | Jack Podlesny            | Georgia           | K      |
| 1er janvier 2021 | Azeez Ojulari            | Georgia           | LB     |
| 30 décembre 2021 | Jayden Reed              | Michigan State    | WR     |
| 30 décembre 2021 | Cal Haladay              | Michigan State    | LB     |
| 31 décembre 2022 | Stetson Bennett (en)     | Georgia           | QB     |
| 31 décembre 2022 | Javon Bullard (en)       | Georgia           | DB     |
| 30 décembre 2023 | Caden Prieskorn (en)     | Ole Miss          | TE     |
| 30 décembre 2023 | Jared Ivey               | Ole Miss          | DE     |